# 6 Virginis
6 Virginis (A² Virginis) é uma estrela na direção da Virgo. Possui uma ascensão reta de 11h 55m 03.15s e uma declinação de +08° 26′ 38.1″. Sua magnitude aparente é igual a 5.58. Considerando sua distância de 168 anos-luz em relação à Terra, sua magnitude absoluta é igual a 2.02. Pertence à classe espectral K0III:.